# NGC 1464
NGC 1464 est une petite galaxie spirale située dans la constellation de l'Éridan. Cette galaxie a été découverte par l'astronome américain Francis Leavenworth en 1886, mais elle a été inscrite au New General Catalog sous la désignation NGC 1471. La galaxie NGC 1464 a été observée par Lewis Swift le 1er novembre 1886.

## Caractéristiques
Sa vitesse par rapport au fond diffus cosmologique est de 1 627 ± 11 km/s, ce qui correspond à une distance de Hubble de 24,0 ± 1,7 Mpc (∼78,3 millions d'al).